# Las aventuras de Oliver Twist
Las Aventuras de Oliver Twist (o también conocida como El Pequeño Ladronzuelo) es una película de animación mexicana de 1987 de aventura, drama y crimen, dirigida y escrita por Fernando Ruiz y basada en la novela Oliver Twist del escritor inglés Charles Dickens.
La película, estrenada el 17 de octubre de 1987, se trató de un lanzamiento directo a vídeo que fue  comercializado principalmente por la cadena de tiendas departamentales Sears, si bien, originalmente, la cinta se produjo como un largometraje teatral.
Fue el último largometraje de animación mexicano producido y publicado en más de 30 años, ya que después de esta cinta y durante toda la década de 1990 no hubo ningún otro filme animado hecho en México hasta el año 2003, con el estreno de Magos y Gigantes, dirigida por Andrés Couturier y Eduardo Sprowls. Sin embargo al año siguiente se estrena en cines de México Katy, Kiki y Koko siendo esta la verdadera y última película mexicana animada que se realizó durante esa época antes de la llegada de la era digital.

## Reparto
| Actor            | Personaje           |
| ---------------- | ------------------- |
| Rocío Garcel     | Oliver              |
| Lilia Sixtos     | Nancy               |
| Juan A. Edwards  | Truhar              |
| Yamil Atala      | Sweble              |
| Rocío Prado      | Villi Kent y Susana |
| Patricia Acevedo | Michele y Rosa      |
| Eduardo Liñán    | Bill Sikes          |
| Juan Domingo     | Fagin y Bumble      |
| Álvaro Tarcicio  | Tuck                |
| Narciso Busquets | Brownlow            |
| Velia Vegar      | Bedwin              |
| Jorge Roig       | Mortimer            |
| Esteban Siller   | Lesborne            |
| Carmen Donna-Dío | Pani Mann           |
| Liza Willert     | Sally y Dama        |
| Emilio Querrero  | Limbkins            |
| Armando Rendis   | Rossi               |
| Mónica Elizabeth | Polly               |
| Ana María Grey   | Madre de Oliver     |
| Carlos Segunto   | Mesero              |
| Eduardo Borja    | Caballero           |
| Fernando Ruiz    | Cocinero            |
| Arturo Casanova  | Policía             |
| J. Manuel Rosano | Narrador            |